# 礼辛镇遗址
礼辛镇遗址，位于中国甘肃省甘谷县，为一个省级文物保护单位，类型为古遗址。
礼辛镇遗址的历史年代为新石器时代至青铜时代、汉。